# Tenemotides
Tenemotides är ett släkte av skalbaggar. Tenemotides ingår i familjen vivlar.
Kladogram enligt Catalogue of Life:
| Tenemotides | \| \| Tenemotides dissimulans \| \| \| \| \| \| Tenemotides orbatus \| \| \| \| |
|             | \| \| Tenemotides dissimulans \| \| \| \| \| \| Tenemotides orbatus \| \| \| \| |
|             | Tenemotides dissimulans                                                         |
|             |                                                                                 |
|             | Tenemotides orbatus                                                             |
|             |                                                                                 |